# 吕宋黄芩
吕宋黄芩（学名：Scutellaria luzonica），为唇形科黄芩属下的一个植物变种。